# Antonio Brown
Antonio Brown (* 10. Juli 1988 in Miami, Florida; Spitzname AB) ist ein ehemaliger US-amerikanischer American-Football-Spieler in der National Football League (NFL) auf der Position des Wide Receivers. Er spielte College Football für die Central Michigan University und wurde im NFL Draft 2010 von den Pittsburgh Steelers ausgewählt, für die er von 2010 bis 2018 spielte. Von 2020 bis 2021 stand er bei den Tampa Bay Buccaneers, mit denen er den Super Bowl LV gewann, unter Vertrag.

## College
Brown, in prekären familiären Verhältnissen aufgewachsen, hatte aufgrund seiner mangelnden schulischen Leistungen zunächst Schwierigkeiten, überhaupt von einem College aufgenommen zu werden. Schließlich akzeptierte ihn die Central Michigan University, wo er sogar ein Stipendium erhielt. Er dankte es seiner Alma Mater, indem er für deren Team, den Chippewas, drei Jahre lang erfolgreich College Football spielte und insgesamt 31 Touchdowns erzielte.

## NFL

### Pittsburgh Steelers
Trotz seiner guten Leistungen am College wurde Brown beim NFL Draft 2010 erst in der 6. Runde, als insgesamt 195., von den Pittsburgh Steelers ausgesucht. Er wurde von Anfang an sowohl als Wide Receiver als auch als Return Specialist eingesetzt. Bereits in seiner Rookie-Saison konnte er mit seinem Team den Super Bowl erreichen, der allerdings gegen die Green Bay Packers verloren ging.
2011 gelang es ihm als ersten Spieler überhaupt, in einer Saison sowohl in der Offense als auch in den Special Teams mehr als 1.000 Yards zu erlaufen. Auch in den folgenden Saisons spielte er auf konstant hohem Niveau, erzielte immer wieder Jahresbestleistungen und hält mittlerweile eine Reihe von NFL-Rekorden.

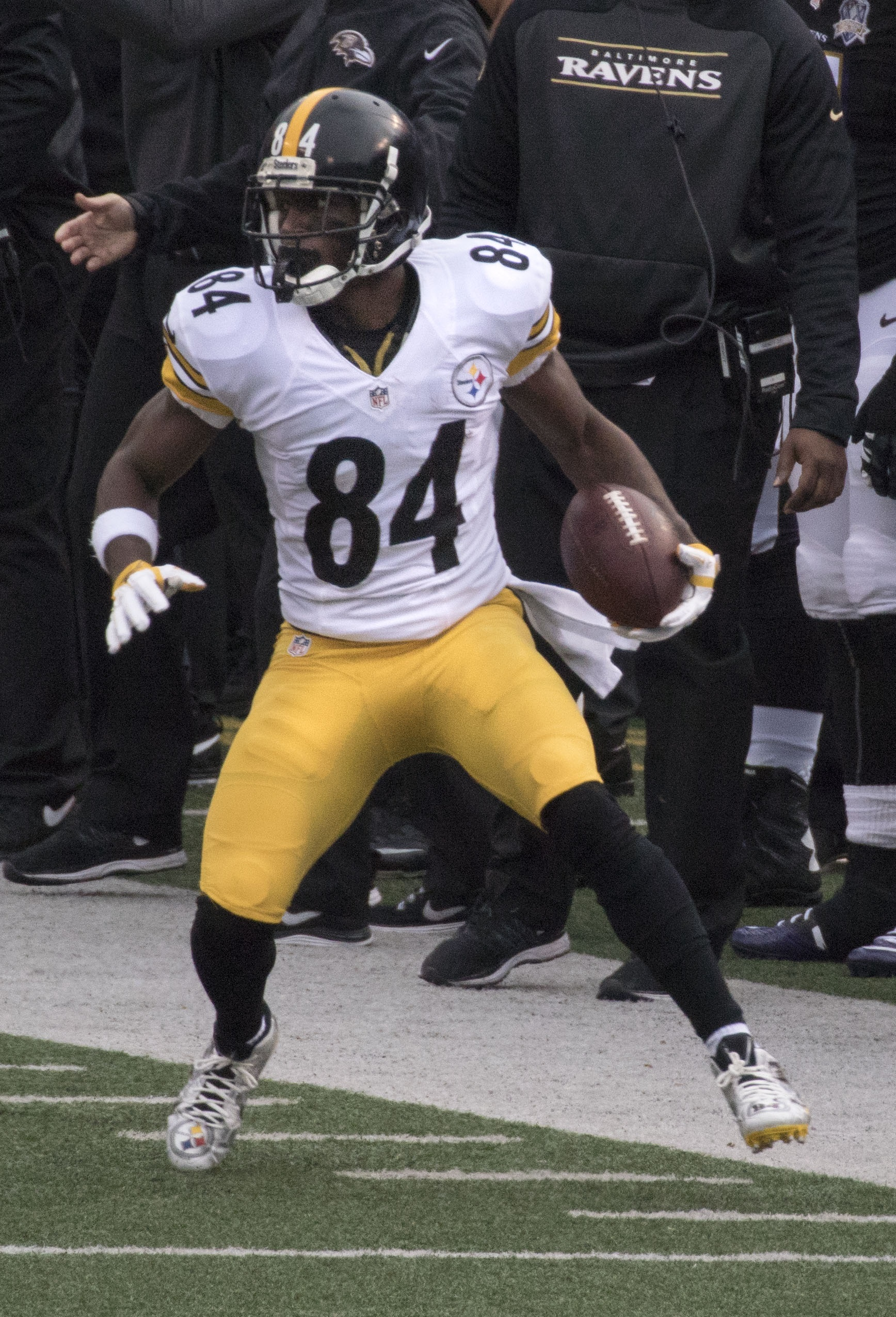
Brown im Trikot der Steelers (2015)

Am 8. November 2015 fing er im Spiel gegen die Oakland Raiders 17 Pässe für 284 Yards, was sowohl persönliche Bestleistungen als auch Steelers-Franchise-Rekorde darstellen. 2015 gelangen ihm insgesamt 136 Passfänge für 1.834 Yards, beides Steelersrekorde, sowie zehn Touchdowns. Zudem stellte er Rekorde für die meisten Passfänge in zwei sowie drei aufeinanderfolgenden Spielzeiten auf (265 und 375). Zusätzlich ist er der erste NFL-Receiver, dem es gelang, in zwei Spielen einer Saison mindestens 16 Passfänge zu verbuchen sowie in vier Spielen einer Spielzeit mehr als 175 Yards Raumgewinn durch Passfänge zu erzielen. Die Steelers erreichten die Play-offs, wo sich Brown im Wildcard-Game, beim Sieg gegen die Cincinnati Bengals, durch ein regelwidriges Tackle von Vontaze Burfict eine Gehirnerschütterung zuzog. Dadurch verpasste er die darauf folgende Partie gegen die Denver Broncos, welche mit 16:23 verloren ging.
Bislang wurde er sieben Mal in den Pro Bowl berufen.

### Oakland Raiders
Im März 2019 wurde bekanntgegeben, dass Brown für einen Dritt- und einen Fünftrundenpick zu den Oakland Raiders wechselt. Der Dreijahresvertrag von Brown wurde von 38,925 Millionen Dollar auf 50,125 Millionen Dollar erhöht. Nachdem er mit den Raiders in Streitigkeiten geraten war, wurde er am 7. September 2019 entlassen. Daraufhin wurde er am selben Tag von den New England Patriots verpflichtet.

### New England Patriots
Am 7. September 2019 einigte sich Brown wenige Stunden nach seiner Entlassung bei den Oakland Raiders mit den New England Patriots auf einen Vertrag. Beim 43:0-Sieg der Patriots über die Miami Dolphins fing er vier Pässe und erzielte einen Touchdown. Am 20. September 2019 wurde Brown von den Patriots entlassen.

### Kontroversen um Antonio Brown im Umfeld der NFL-Saison 2019
Für Antonio Brown war die NFL-Saison 2019 durch zahlreiche Kontroversen um ihn gekennzeichnet. Bereits sein Wechsel zu den Oakland Raiders kam nur auf Grund einer Entlassung durch die Pittsburgh Steelers, wegen Streits mit den Teamkollegen und dem Fehlen beim Training sowie beim Team-Meeting, zustande. Auch seine dann am Ende der Preseason erfolgte Entlassung durch die Oakland Raiders war durch reichlich Unruhe gekennzeichnet, eine Unruhe, die sich bei den New England Patriots fortsetzte und dort in Zusammenhang mit Vergewaltigungsvorwürfen zu seiner Entlassung führte.

### Tampa Bay Buccaneers

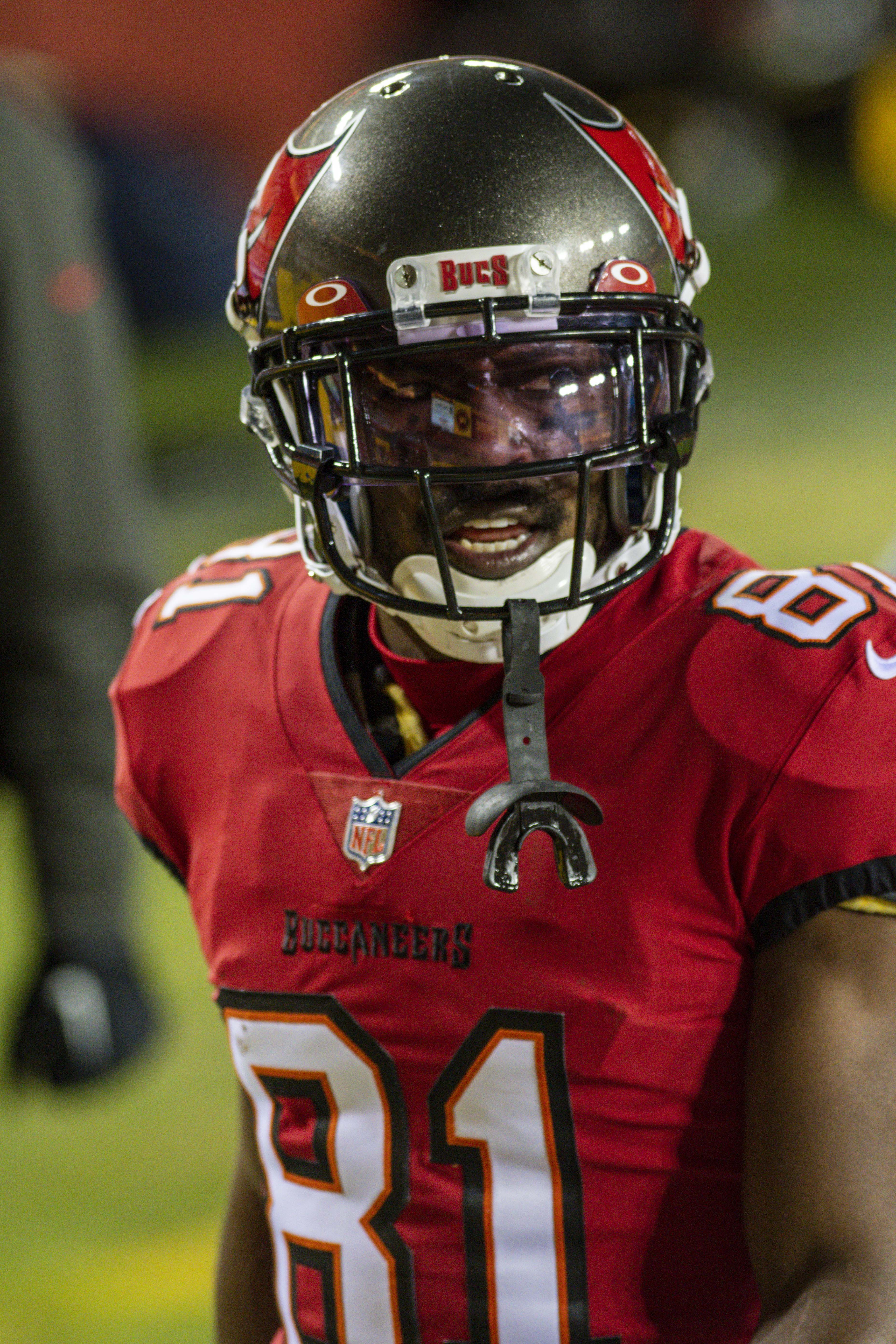
Antonio Brown für die Tampa Bay Buccaneers (Januar 2021)

Wegen Verstößen gegen die Personal Conduct Policy der NFL wurde Brown für die ersten acht Spiele der Saison 2020 gesperrt.
Im Oktober einigte sich Brown übereinstimmenden Medienberichten zufolge auf einen Einjahresvertrag mit den Tampa Bay Buccaneers.
Mit den Buccaneers zog er in den Super Bowl LV ein, den sie mit 31:9 gegen die Kansas City Chiefs gewannen.
Am 25. Mai 2021 einigte er sich auf einen weiteren Einjahresvertrag mit den Tampa Bay Buccaneers für die Saison 2021.
Im Dezember 2021 wurde Brown wegen eines gefälschten Impfpasses für drei Spiele gesperrt. Am 6. Januar 2022 wurde er von den Buccaneers nach einem Zwischenfall, wo Brown im Spiel in Woche 17 gegen die New York Jets im dritten Viertel das Spiel beim Stand von 10:24 verließ, entlassen. Daraufhin erhoben sowohl Brown als auch die Buccaneers Vorwürfe gegen den jeweils anderen.

## Sonstiges
Im Januar 2019 schied Brown als Hippo in der ersten Folge der ersten Staffel des US-amerikanischen Ablegers von The Masked Singer aus.
Im Februar 2022 wurde Brown Präsident von Donda Sports, einem Unternehmen von Kanye West.
Im Frühjahr 2023 übernahm Brown in zwei Schritten 95 % der Albany Empire, ein Franchise der National Arena League. Antonio Browns Vater wurde vice president für football operations des Franchises. In der Folge verließen der Präsident sowie einige Mitarbeiter das Franchise. Nachdem Gehälter nicht bezahlt werden konnten, verließen der Coach und einige Spieler die Mannschaft, andere Spieler wurden freigestellt. Nachdem auch Verpflichtungen gegenüber der Liga nicht erfüllt werden konnten, suspendierte die NAL das Franchise am 15. Juni mitten in der Saison 2023.
Am 11. Juni 2025 wurde von der Bezirksstaatsanwaltschaft in Miami-Dade County gegen Antonio Brown ein Haftbefehl wegen versuchten Mordes mit einer Schusswaffe ausgestellt. Demnach soll er bei einem Streit am 16. Mai 2025 vor einem Promi-Box-Event in Little Haiti einen Sicherheitsmitarbeiter überfallen, dessen Waffe entwendet und zweimal auf einen Mann geschossen haben, wobei dieser am Hals getroffen wurde; Brown wurde nach seiner vorübergehenden Festnahme freigelassen und wird nun mit einer Kaution von 10.000 USD mittels Haftbefehl gesucht.